# Дубенский, Дмитрий Николаевич
Дмитрий Николаевич Дубенский (26 октября 1857 — 5 июля 1923, Висбаден, Веймарская республика) — русский генерал-майор, военный писатель и издатель.

## Биография
Родился в 1857 году. Воспитанник Александровского военного и Михайловского артиллерийского училищ. Был произведен в офицеры в 1880 г. в 3-ю гренадерскую артиллерийскую бригаду. В 1884 году поступил в Академию генерального штаба, курса не кончил и в 1885 г. перешел в Главный штаб, где прослужил до 1904 г., когда был назначен штаб-офицером для поручений при начальнике Главного штаба. В Главном штабе Дубенский занимался военно-конной повинностью и производством военно-конных переписей (с 1888 по 1904 г.). Ему было поручено обследование коневодства Кавказа, киргизских и калмыцких степей, Сибири, юга и центра России и губерний царства Польского. В 1909 г. вышел в отставку с производством в генерал-майоры.
Действительный член Русского географического общества с 12 (24) апреля 1892 года.
С 1900 года Дубенский издавал народную газету «Русское Чтение», которая была широко распространена среди крестьян и войск. Во время русско-японской войны Дубенский издавал еженедельный роскошно иллюстрированный журнал «Летопись войны с Японией»; Также Дубенский издал много популярных военно-народных книг и картин; из них особенно известны «История России в картинах» (3 изд.), «Картины Родины» (3 изд.), «История русского солдата», «Царствование Дома Романовых», «Суворов», «Скобелев» и др.
1 янв. 1912 г. вновь определён на службу генералом для особых поручений при гл. управлении государственного коннозаводства. С 15 июня 1915 г. — член совета Главного управления государственных коннозаводов.
Во время Первой мировой войны — издатель-редактор иллюстрированного журнала «Летопись войны 1914—1917 гг.». Состоял в свите императора в качестве официального историографа. Вышли четыре выпуска подготовленного Дубенским издания «Его Императорское Величество Государь император Николай Александрович в действующей армии за 1914 — февраль 1916 г.».
Во второй половине 1918 года, спасаясь от большевиков, Д. Н. Дубенский уехал из Петрограда и участвовал в Белом движении. После поражения белогвардейцев оказался в Италии. Летом 1920 года в Риме он завершил свою рукопись воспоминаний, которую два года спустя опубликовал на русском языке в эмигрантском журнале «Русская Летопись» в Париже. Скончался 5 июля 1923 г., находясь на лечении в Висбадене.(Германия). 

## Сочинения
- «Коневодство и перевозочные средства Европейской России», 1889 и 1890.
- «Исторический очерк коневодства России»
- «Конные заводы Российской Империи», 1896.
- «Обозрение конев. средств Европейской России по данным переписей с 1888 по 1904 г.»
- «Наглядное определение возраста и пороков лошади», 1898.
- Его Императорское Величество государь император Николай Александрович в действующей армии
- Как произошел переворот в России. Записки-дневники // Русская летопись. Кн. III. Париж, 1922.
- Статьи в «Русском Инвалиде», «Новом Времени», «Военном Сборнике» и «Разведчике».

## Награды
- Орден Святой Анны 3-й ст. (1898)
- Орден святого Станислава 2-й ст. (1906)
- Орден святого Владимира 3-й ст. (1914)